# Пальцево (Духовщинский район)
Пальцево — деревня в Духовщинском районе Смоленской области России. Входит в состав Добринского сельского поселения. Население — 3 жителя (2007 год). 
Расположена в северной части области в 46 км к северо-западу от Духовщины, в 14 км северо-западнее автодороги Р136 Смоленск — Нелидово. В 66 км юго-восточнее деревни расположена железнодорожная станция Ярцево на линии Москва — Минск. 

## История
В годы Великой Отечественной войны деревня была оккупирована гитлеровскими войсками в июле 1941 года, освобождена в сентябре 1943 года.